# Massif des Bauges
Le massif des Bauges, ou plus communément les Bauges, est un massif montagneux calcaire des Préalpes françaises du nord, se situant à cheval sur les départements de la Savoie et de la Haute-Savoie et culminant à plus de 2 200 mètres d'altitude. Il constitue une région naturelle.
Le cœur du massif forme le pays des Bauges, façonné par l'élevage laitier traditionnel, alors que les pentes externes du massif appartiennent historiquement aux versants des grandes vallées environnantes. Tant par la richesse de la faune que par celle de la flore, le patrimoine naturel est remarquable et constitue l'un des atouts majeurs du parc naturel régional du Massif des Bauges créé en 1995.
Depuis les années 1990, le massif des Bauges, entouré de villes dynamiques (Annecy, Aix-les-Bains, Chambéry, Albertville), bénéficie d'investissements, attire une nouvelle population et se repeuple légèrement.
Les natifs et habitants des Bauges s'appellent les Baujus.

## Toponymie
Pour désigner le massif, les écrits médiévaux utilisent les formes suivantes de Bogis (1081), Boggarum (XIe siècle), de Bauges (1198), Bogiarium (1208), de Boges (1216), de Bogas (1225), de Bogiis (1242), Boviciarum (1438),, auxquelles s'ajoutent d'autres formes Boggoe, Baugioe, Bogiarium, Bovillis, Bovicioe. Il faut attendre le XVIe siècle pour que la forme moderne Bauges apparaisse.
Le sens et l'origine du toponyme Bauges ne sont pas établis avec certitude par les historiens ou spécialistes. Le chanoine Laurent Morand (1889), érudit du massif, voit dans le mot considère que l'origine de toutes ces formes, soit celle du mot celte bog, qui désigne une tanière de sanglier, et plus largement un repaire de bêtes fauves. Un autre chanoine, Adolphe Gros, dans son Dictionnaire étymologique des noms de lieu de la Savoie (1935), affirme que la racine boge ou bogie a une origine également celtique, mais qu'elle aurait un rapport avec l'habitat, à travers le mot bouge, qui désignerait ainsi une petite maison rustique. Le chanoine Gros précise par ailleurs que « la graphie actuelle Bauges est certainement vicieuse ; elle est en contradiction avec l'étymologie et avec les formes anciennes », pour lui le massif devrait porte le nom de Boges. Enfin, le chanoine Bernard Secret (1967) considère que la racine provient de bog que « Charles Rostaing tient pour pré-indo-européenne et que l'on trouve en Provence sous la forme « bouc ». ». Concluant que l'évolution du mot dans la région, « sous l'influence germanique », a fini par désigner un mamelon, une bosse. Le toponymiste Ernest Nègre (1990) considère qu'il s'agirait du pluriel du mot francoprovençal « écurie » (Glossaire des patois francoprovençaux), dérivant du gaulois *bulga. Selon Xavier Delamarre, le mot gaulois bogio est un candidat très crédible pour expliquer les formes anciennes du nom des Bauges, telles que boges ou bogis. En fait c’est le seul mot de la langue gauloise, attesté à ce jour, qui est constitué de la racine bog. C’est un terme guerrier signifiant « bagarreur », « briseur », « pourfendeur ». La forme boges, qui est attestée au XIIIe siècle, possède une terminaison qui est caractéristique d’un ethnonyme. La plupart des tribus gauloises portaient des noms qui se finissaient en « es ». « Boges » pourrait donc être un nom désignant un groupe de personnes qui habitaient dans le massif.
On peut trouver des indices de territoire celte dans la toponymie des Bauges, par exemple des frontières. En gaulois un des mots désignant la frontière est « morga ». À travers son travail, Xavier Delamarre a montré que ce mot s’est transformé au cours du temps pour devenir par exemple la Morge, les Marches, Margerie, Marguerite (composé de morga et ritu : le passage de la frontière). Ces noms de lieux constituent des indices de l’existence de limites de territoires Celtes. Par exemple, entre Annecy-le-Vieux et Veyrier-du-Lac, la pierre de Margeria (détachée du rocher du Biclop) marque encore aujourd’hui la frontière entre les deux communes. À Saint-Gingolph, la rivière qui marque la frontière entre la France et la Suisse s’appelle la Morge. Pour les Bauges, deux toponymes ont clairement cette forme. Le premier est Margériaz (mont Margériaz). Le second est « le chalet de Margerie » près du mont Morbier. Les deux se situent d’ailleurs sur les limites actuelles de la commune d’Aillon-le-Jeune. La toponymie suggère donc l’existence d’un territoire celte situé entre le mont Margériaz et le mont Morbier, correspondant approximativement au territoire actuel de la commune d’Aillon-le-Jeune. Cette zone est riche en toponymes celtes. On peut citer par exemple le « Penon » à Aillon-le-Jeune. En gaulois penno » est la tête ou l’extrémité d’un lieu. Le « penon » est situé à l’extrémité d’une clairière. Même chose pour le mont Peney à Saint-Jean-d'Arvey. Il marque l’extrémité avant les barres rocheuses.  
Un autre aspect de la toponymie des Bauges renseigne sur les rapports que les Celtes du massif entretenaient avec leur environnement. Dans la partie orientale du massif, il y a une sur-représentation de toponymes composés d’une part du préfixe ar, d’autre part d’une racine clairement celtique : Arclusaz, Arlicot, Arces, Armène, Arpette, Arcalod. En gaulois l’est se dit « are ». Le préfixe est quasiment absent du reste du massif. Les Gaulois s’orientaient face à l’est. C’était leur point de repère. L’est était devant eux, le sud était leur droite, le nord leur gauche et l’ouest se situait derrière eux. L’Arclusaz est donc la combe fermée de l’est, l’Arlicot la pierre de l’est, l’Arcalod le sommet rocheux de l’est et l’Arpette la parcelle de terrain (le pâturage ?) de l’est.
Après la conquête romaine, le bilinguisme latin/gaulois a survécu quelque temps. La langue gauloise (et la culture celtique continentale) s’est effondrée vers le IIIe siècle. Dans les lieux les plus reculés, la langue gauloise s’est maintenue un peu plus longtemps.

## Géographie

### Situation

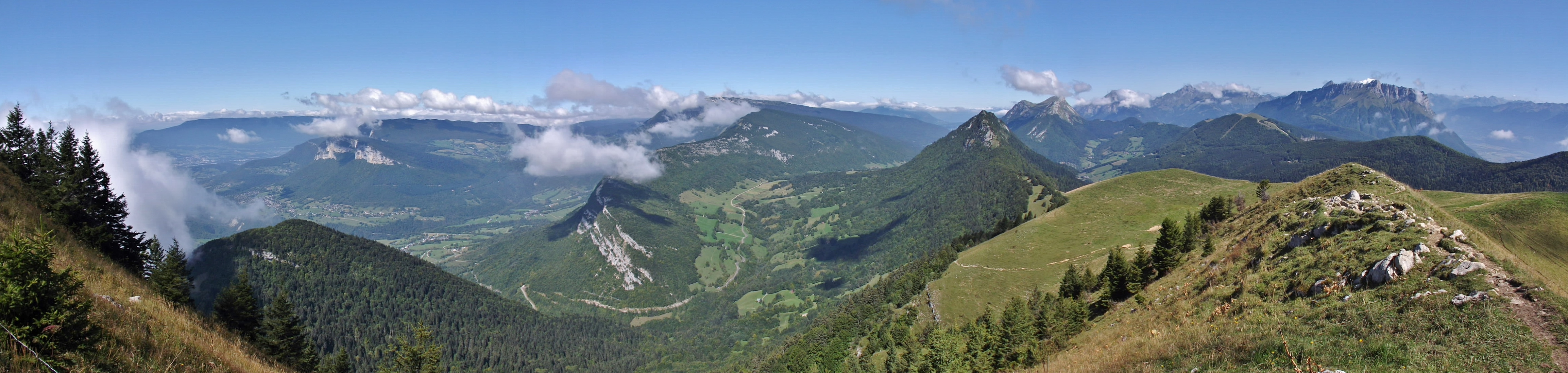
Partie méridionale du massif depuis la pointe de la Galoppaz.

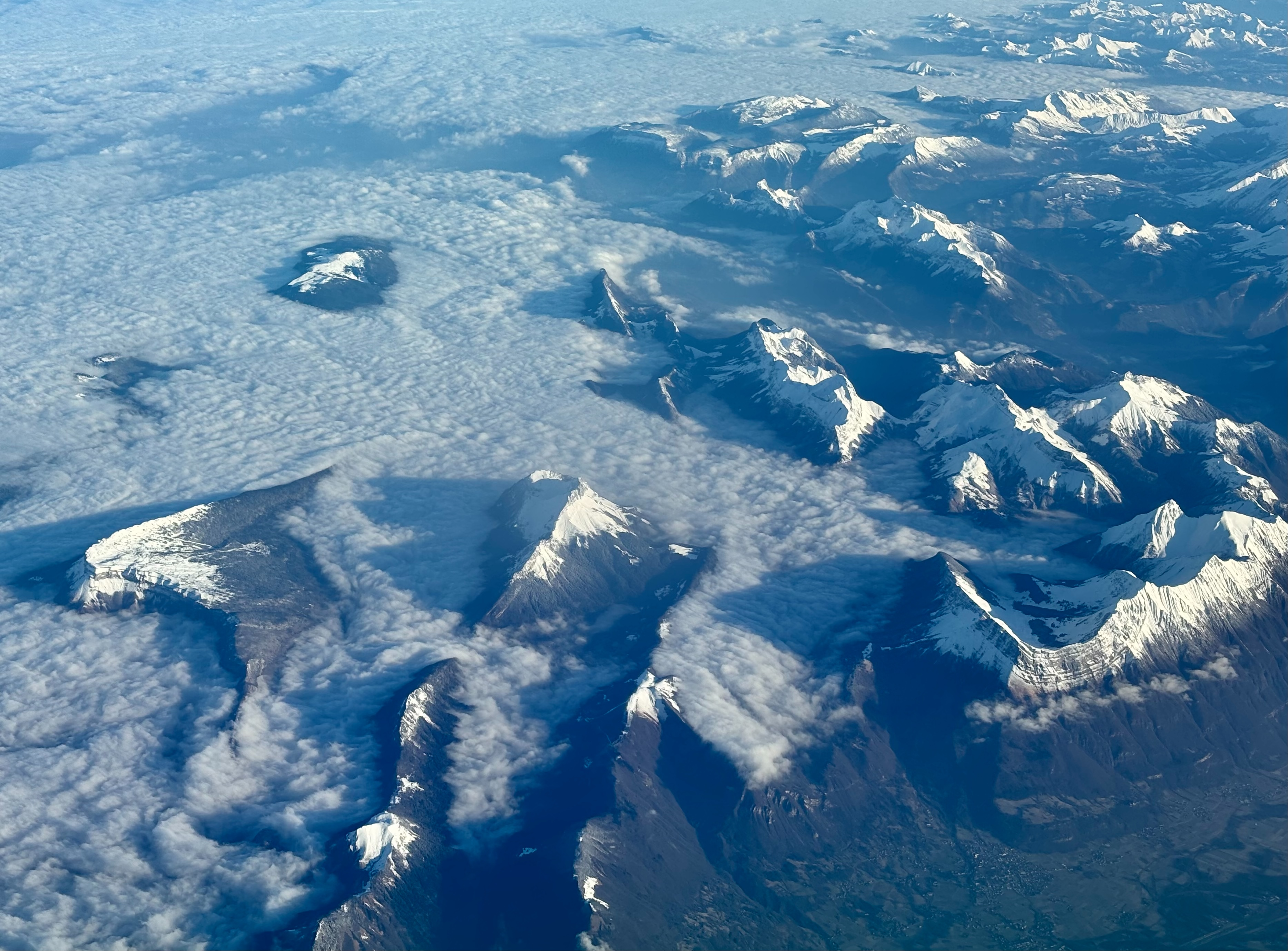
Les Bauges vues d'avion en hiver, côté combe de Savoie au sud-est. La dent d'Arclusaz (synclinal perché) est visible à droite.

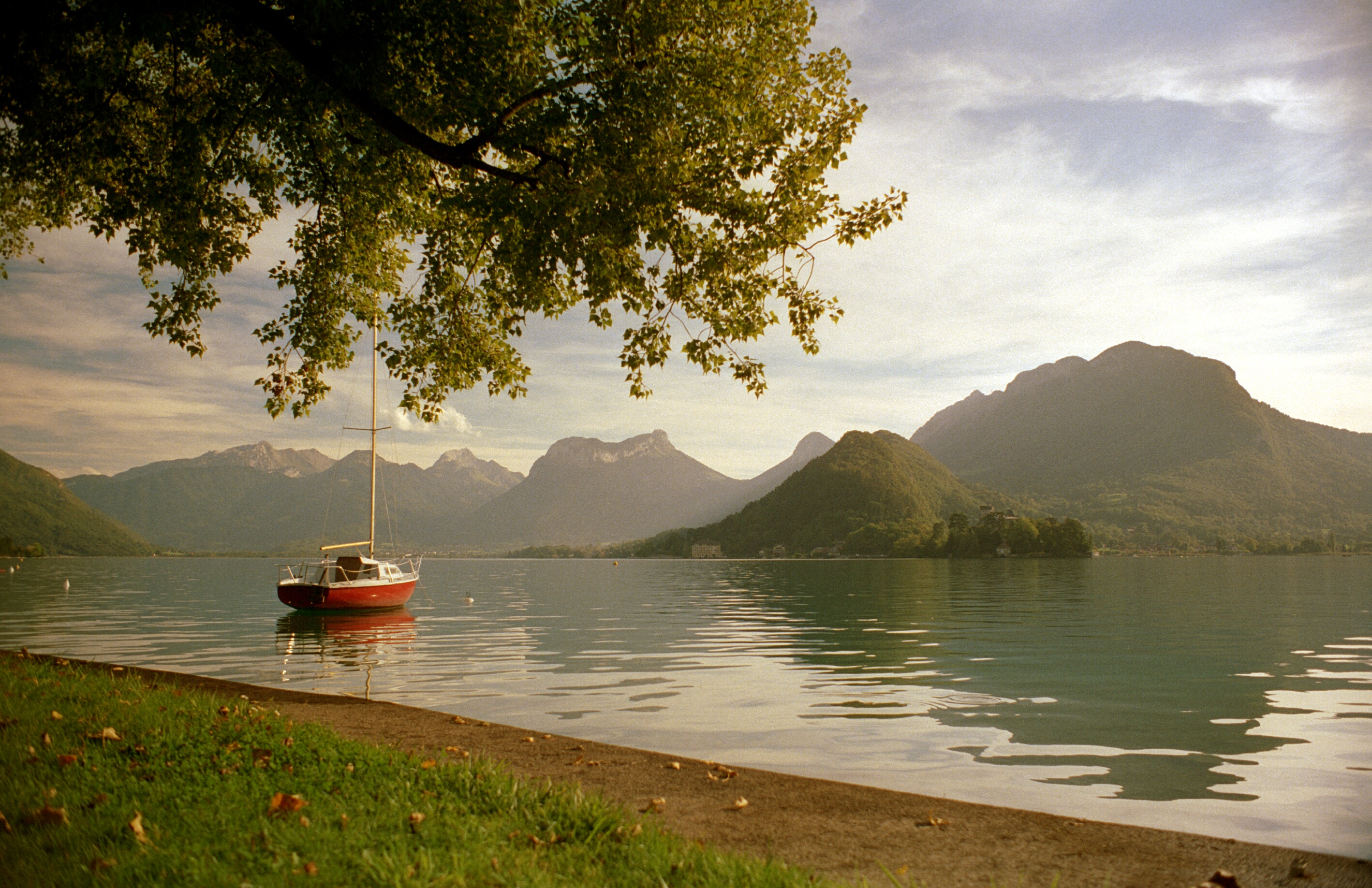
Les Bauges vues du lac d'Annecy (nord du massif).

Dans la succession des massifs subalpins (préalpes), les Bauges sont comprises entre, au nord-est, l'ensemble formé par la chaîne des Aravis et le massif des Bornes et, au sud-ouest, le massif de la Chartreuse. Elles sont bordées au nord par la trouée d'Annecy (qui la sépare du massif des Bornes), au nord-ouest par la plaine de l'Albanais, à l’ouest et au sud-ouest par le lac du Bourget et la cluse de Chambéry (qui les séparent du Bugey et de la Chartreuse), au sud par la trouée des Marches, au sud-est par la combe de Savoie (moyenne vallée de l'Isère) et à l'est par la basse vallée de l'Arly. Elles font face aux hauts massifs alpins que sont, au sud de la combe de Savoie, la chaîne de Belledonne et le massif de la Vanoise et, à l'est de l'Arly, le Beaufortain.
Les Bauges sont constituées de chaînons calcaires orientés nord-nord-est sud-sud-ouest, coupés transversalement par plusieurs torrents. Côté sud, les Bauges surplombent la combe de Savoie en un front difficilement pénétrable de montagnes et de falaises culminant à plus de 2 000 m (tout comme la Chartreuse au-dessus du Grésivaudan). Elles offrent un visage plus avenant côté nord où les chaînons viennent mourir sur les rives du lac d'Annecy, prenant, vus de profil, l'aspect de pittoresques pains de sucre. Ils se terminent au nord-ouest par l'anticlinal peu élevé (1 400–1 700 m) que forment le mont Revard, au-dessus d'Aix-les-Bains, et le Semnoz, au-dessus de l'Albanais jusqu'à Annecy. Le Châtelard, bourg principal, qui occupe une cluse centrale traversée par la rivière Chéran, marque la limite entre les « Bauges devant », au sud-est, enchâssées entre les plus hauts sommets, et les « Bauges derrière », au nord-ouest, ouvertes sur de larges plateaux.
Le massif des Bauges s'étend sur les départements de la Savoie et de la Haute-Savoie.
Les communes les plus proches de Chambéry ont intégré la communauté d'agglomération Chambéry métropole le 1er janvier 2002 pour Saint-Jean-d'Arvey et le 1er janvier 2006 pour Curienne, Les Déserts, Puygros, Thoiry et La Thuile. L'ancienne communauté de communes du Cœur des Bauges regroupait les 14 communes suivantes : Aillon-le-Jeune, Aillon-le-Vieux, Arith, Bellecombe-en-Bauges, Doucy-en-Bauges, École, Jarsy, La Compôte, La Motte-en-Bauges, Le Châtelard (chef-lieu du canton), Le Noyer, Lescheraines, Saint-François-de-Sales et Sainte-Reine. Le 1er janvier 2017, Chambéry métropole et la communauté de communes du Cœur des Bauges ont fusionné pour former Grand Chambéry. Les communes proches d'Albertville font partie de la communauté d'agglomération Arlysère.

### Géologie
La surrection des Alpes a entraîné l'élévation et le plissement des grandes couches calcaires formées par sédimentation marine à l'ère secondaire. Les sommets des Bauges sont ainsi principalement constitués de calcaires urgoniens. Les reliefs sont typiquement de type subalpin avec des anticlinaux (Semnoz, montagne de Bange, etc.), des synclinaux (col de Leschaux, val de Tamié, etc.), des synclinaux perchés (dent d'Arclusaz, montagne du Charbon, etc.), des cluses (cluse de Bange, etc.), des crêts (mont Margériaz, roc des Bœufs, etc.).
Le karst du massif contient une ressource précieuse : une grande partie de l'eau qui alimente le lac d'Annecy, le lac du Bourget et la combe de Savoie, ce qui représente une énorme quantité d'eau potable.
Ces caractéristiques géologiques ont permis au parc naturel régional du Massif des Bauges d'être reconnu géoparc mondial UNESCO en 2011. Ce label international reconnait l'importance internationale du patrimoine géologique du territoire mais également la valorisation qui en est faite pour un développement local durable au bénéfice des populations locales.

### Relief

Carte topographique du massif des Bauges.

Coupe altimétrique du massif entre Aix-Les-Bains et Albertville.

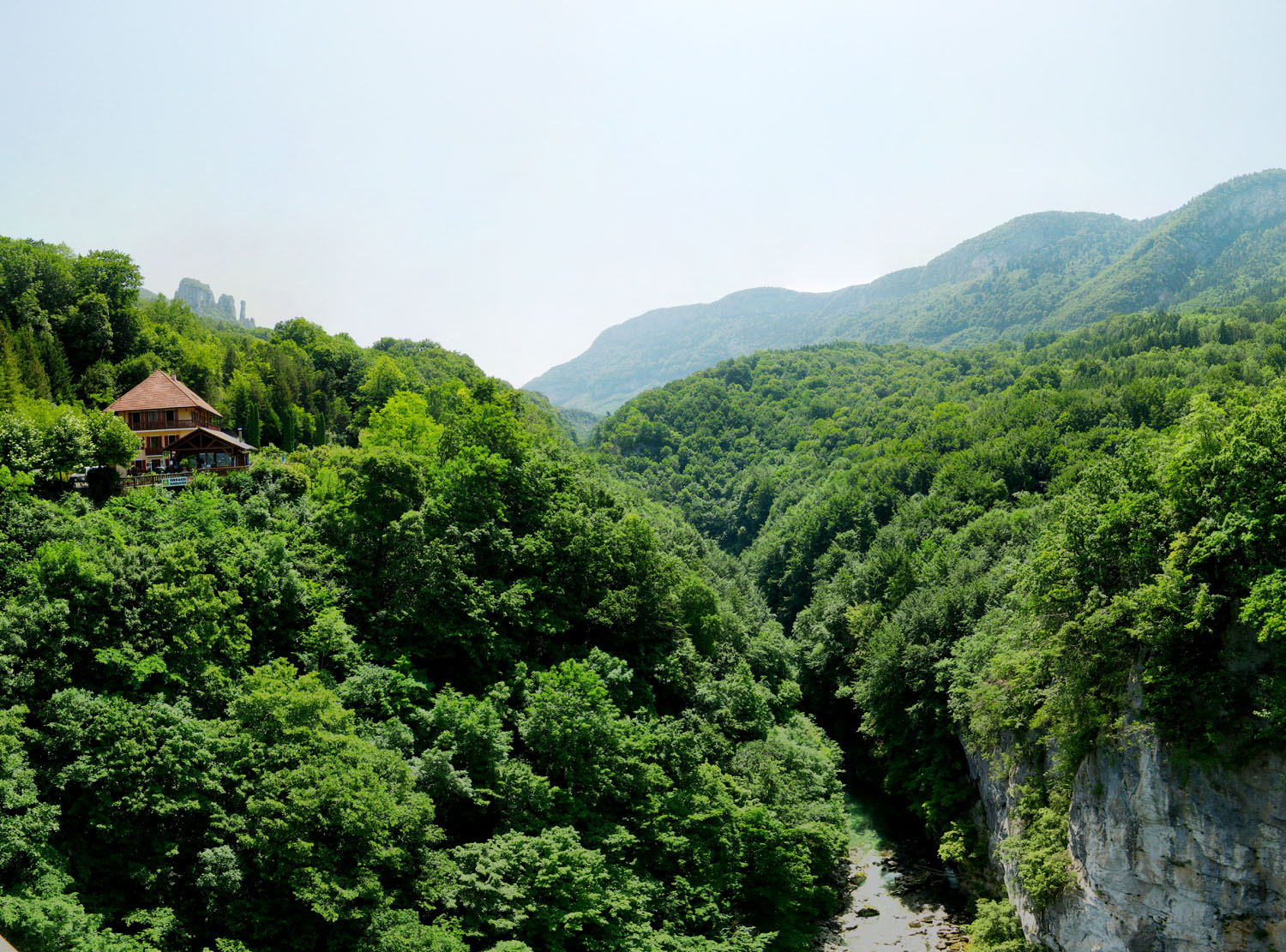
Vue de la cluse du Chéran et des tours Saint-Jacques (en arrière-plan à gauche), depuis le pont de l'Abîme à Cusy, dans l'Albanais.

Le Chéran, torrent local, traverse le massif du sud-est au nord-ouest, coupant perpendiculairement les lignes de crêtes et contribuant à unifier les hautes vallées autour de l'axe de cette rivière.
Le massif comprend quatorze sommets de plus de 2 000 mètres :
- la pointe d'Arcalod, 2 217 m, point culminant du massif ;
- la pointe de la Sambuy, 2 198 m ;
- le mont Pécloz, 2 197 m ;
- le mont Trelod, 2 181 m ;
- la pointe de Chaurionde, 2 173 m ;
- le mont d'Armenaz, 2 158 m ;
- la pointe des Arces, 2 076 m ;
- le mont de la Coche, 2 070 m ;
- la dent de Cons, 2 063 m ;
- la pointe des Arlicots, 2 060 m ;
- le mont Colombier, 2 045 m ;
- la dent d'Arclusaz, 2 041 m ;
- Tré le Mollard, 2 035 m ;
- le Grand Parra, 2 012 m.

Autres montagnes remarquables :
- la montagne du Charbon, 1 932–1 907 m, située au sud de Doussard, constituée d'un bloc calcaire « posé » au-dessus d'une forêt. Ses deux sommets principaux sont la dent des Portes (1 932 m) et la pointe de Banc-Plat (1 907 m) ;
- les rochers de la Badaz, 1 850 m, au sud du mont Colombier ;
- le mont Margériaz, 1 845 m, domine le col de Plainpalais par son versant ouest aux falaises abruptes et abrite une station de ski sur les pentes modérées de son versant est ;
- le roc des Bœufs, 1 775 m et le mont Julioz, 1 662 m, à l'ouest de la montagne du Charbon ;
- la dent de Pleuven, 1 771 m, dans le prolongement de la montagne du Charbon et du mont Trelod ;
- le roc Rouge ou la Négresse, 1 720 m, domine l'agglomération d'Albertville ;
- le Semnoz, 1 702 m, dont le sommet principal, le crêt de Châtillon, domine l'agglomération d'Annecy ;
- la pointe de la Galoppaz, 1 680 m, au sud du massif, surplombant le bassin chambérien ;
- le mont du Nivolet, 1 545 m, dont le sommet principal, surmonté par la croix du Nivolet, domine l'agglomération de Chambéry ;
- le mont Revard, 1 563 m, domine l'agglomération d'Aix-les-Bains ;
- la montagne de Bange, 1 434 m, et vallon du Mariet.

## Histoire

### Monastères
Les premiers moines à s'installer dans le massif des Bauges sont cisterciens qui fondent entre 1050 et 1090 le prieuré de Bellevaux, aux abords de l'Arclusaz. À l'est du massif, sur ces contreforts externes, le vallon isolé de Tamié, sur le territoire de la commune de Plancherine, s'installent d'autres cisterciens en 1133. Il s'agit de l'abbaye Notre-Dame de Tamié.
Les chartreux reçoivent, vers la fin du XIIe siècle des terres dans la paroisse d'Aillon, un désert situé dans le vallon ou la combe de Lourdens — ou d'Aillon — où ils installent une chartreuse placée sous le patronage de Sainte-Marie.

### Clouterie des Bauges
À partir du XVIIe siècle et jusqu'à la toute fin du XIXe siècle, le massif des Bauges, et tout particulièrement les communes d'Aillon-le-Jeune, Aillon-le-Vieux et Le Noyer, a connu une importante activité de fabrication de clous, alimentée par l'exploitation des forêts locales permettant de produire du charbon de bois, du minerai de fer venant de Saint-Georges-d'Hurtières en Basse Maurienne, et de l'exploitation de la force hydraulique des torrents locaux. Cette production était une activité d'appoint, pratiquée en complément de l'agriculture, pendant l'hiver et l'été les jours de mauvais temps. En 1814, on comptait dans la région 49 clouteries employant 404 ouvriers. La concurrence des clous industriels après l'annexion de la Savoie par la France a entraîné le déclin et la disparition de cette activité à la fin du XIXe siècle. Dans une moindre mesure, le fer a aussi été exploité localement, notamment dans le massif de la Sambuy, au Semnoz et au mont Peney.

### Argenterie des Bauges
L’« argenterie des Bauges », vaisselle traditionnelle en bois tourné, de préférence de l'érable sycomore (Acer pseudoplatanus), qui faisait la renommée du pays et particulièrement du village de la Magne à Saint-François-de-Sales, n’est plus fabriquée que par un seul artisan. Elle avait pourtant la réputation de ne pas fendre même au contact de liquides brûlants et permettait donc la fabrication de louches, d'écuelles ou de pots à soupe.
Des tourneurs d'écuelles sont signalés autour du mont Peney dès 1345 par un texte en latin consultable aux archives de Savoie. Leur technique est très certainement celle des tourneurs de la forêt : le tour à perche.

### Patrimoine culturel
De nombreux témoins de son patrimoine culturel jalonnent les routes, les sentiers des Bauges et les villages : croix de chemins, grangettes à colonnes ou à claies, séchoirs à tavalans, granges à clayonnages, fours à pains, bassins, oratoires…
Le cœur historique et culturel du massif comprend quatorze villages.

## Écologie
L’environnement du massif des Bauges est particulièrement préservé, avec une importance marquée des alpages (6 500 hectares de terres pastorales) et de la forêt (34 000 hectares), mais aussi de prairies, de pelouses sèches et alpines, de falaises, de grottes, de mares et de tourbières.
Cinquante espèces de fleurs sont protégées sur un total de 1 600 espèces végétales poussant dans le massif.
Une réserve nationale de faune, qui s'étend sur 5 205 hectares, existe depuis 1950 dans les Hautes Bauges. Depuis 1987, une zone restreinte de 900 ha (9 km2) de protection intégrale a été créée.
Parmi les mammifères qui peuplent le massif : les chamois, les mouflons, les marmottes, les chevreuils, loups, lynx, hermines, la barbastelle ; parmi les 117 espèces d'oiseaux : le tétras lyre, l'aigle royal, la perdrix bartavelle, la chevêchette d'Europe, le tichodrome échelette ; parmi les amphibiens : le triton alpestre ; parmi les insectes : la rosalie des Alpes et l'apollon.

### Parc naturel régional

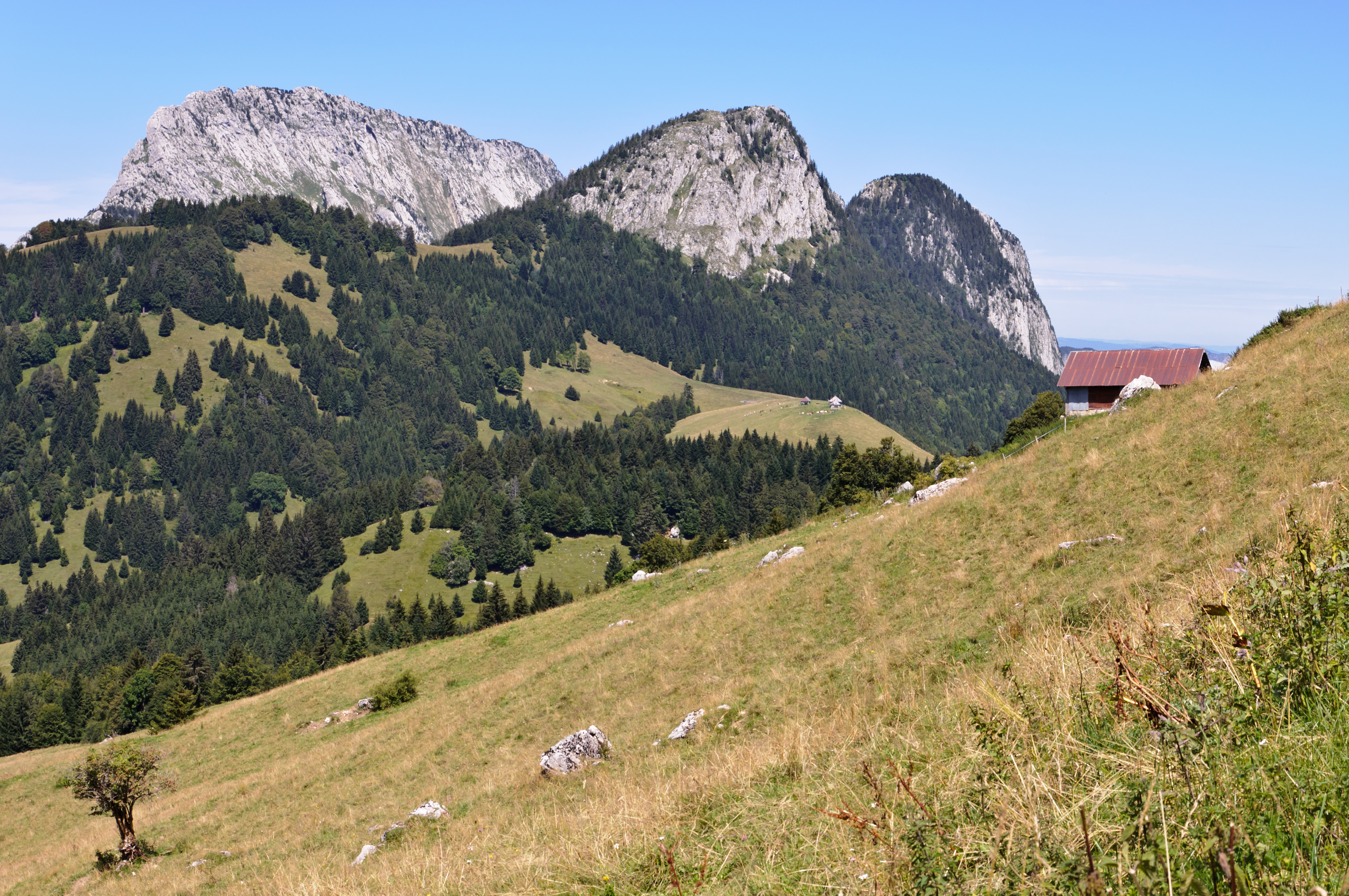
Le roc des Bœufs et le crêt du Char, dans le parc naturel régional du Massif des Bauges.

Un parc naturel régional, le « parc naturel régional du Massif des Bauges », a été créé en décembre 1995. Outre les villes-portes, Annecy, Albertville, Aix-les-Bains, Chambéry, Ugine et Rumilly, il comporte 64 communes et s’étend sur 85 643 hectares (856 km2) avec plus de 64 000 habitants.
Une nouvelle charte a été signée le 30 juillet 2008, elle s'étalera jusqu'en 2019. Le président fondateur André Guerraz a été remplacé en 2014 par Philippe Gamen, maire de la commune du Noyer.
En septembre 2011, le parc naturel du massif des Bauges a obtenu le label Géoparc, le troisième en France et le trente-huitième en Europe. En novembre 2015, il obtient un nouveau label, « Géoparc mondial UNESCO » (UNESCO Global Geopark), décerné par l'UNESCO.

## Activités

### Productions locales

#### Fromages
Les élevages et les ateliers de production sont à l'origine d'une activité qui prend de l'ampleur au XXe siècle. Longtemps, en effet, les tommes de Savoie et autres tomes des Bauges ont fait l'objet d'une consommation essentiellement locale. Pour les gastronomes du XVIIIe et XIXe siècles, amateurs de fromages gras, la tomme n'intéressait pas, d'où leur silence sur ce produit de l'actité savoyarde. Des appellations et marques sont créées dans les années 1970 et la production se développe et s'externalise durant les décennies suivantes. 
L’AOC fromagère « tome des Bauges » est reconnue depuis le début des années 2000. Cette tome (avec un seul « m » pour la différencier de la tomme de Savoie) est généralement fabriquée directement par les éleveurs en alpage (au chalet) ou éventuellement en demi-saison dans la vallée (à la ferme). Le même procédé peut être employé avec du lait de chèvre pour la fabrication de tomettes de « chevrotin des Bauges ».
Le lait est également collecté par des coopératives fruitières pour la fabrication du « Gruyère des Bauges » et de l'« Emmental de Savoie ». Certaines fromageries ont également élaboré des fromages qui leur sont propres comme le Montpela, le Valbleu, etc.
On peut aussi signaler le « vacherin des Bauges », un fromage rare de type mont d'Or, ainsi que le « fromage de Tamié » produit par les moines cisterciens de l'abbaye Notre-Dame de Tamié qui est vendu à la boutique du monastère et dans les magasins de la région.

#### Divers
La forêt est bien exploitée et fournit du bois de construction et de chauffage, ressource de nombreuses chaufferies municipales et de particuliers.
Les plantes aromatiques et médicinales sont utilisées pour la production de liqueurs, baumes, huiles, sirops, tisanes et apéritifs. Une marque « Produit du parc » protège (janvier 2008) la production de 6 producteurs et cueilleurs.

### Tourisme

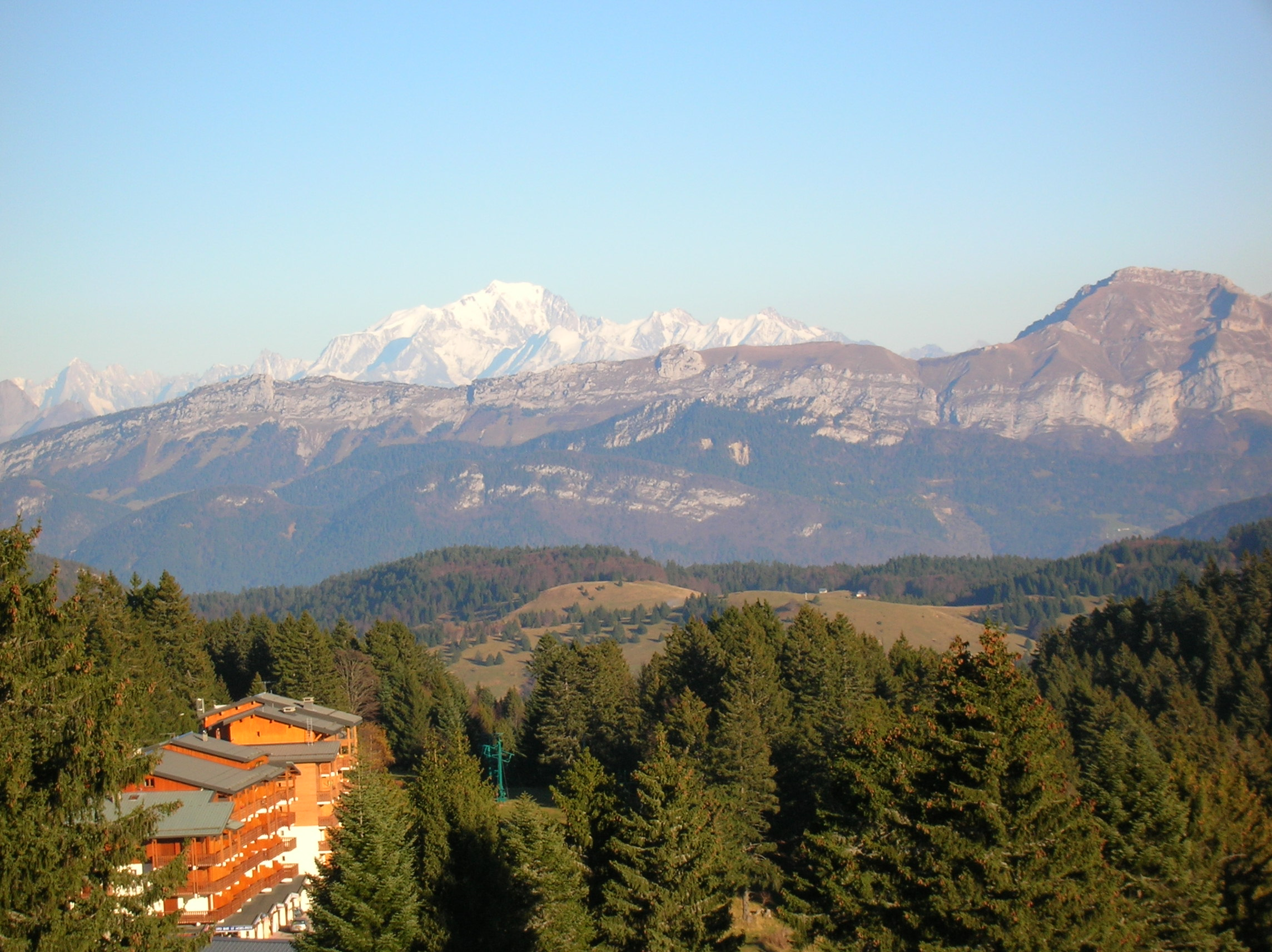
Paysage depuis le Revard, vers l'est : le mont Blanc émergeant derrière la montagne du Charbon et le mont Trelod.

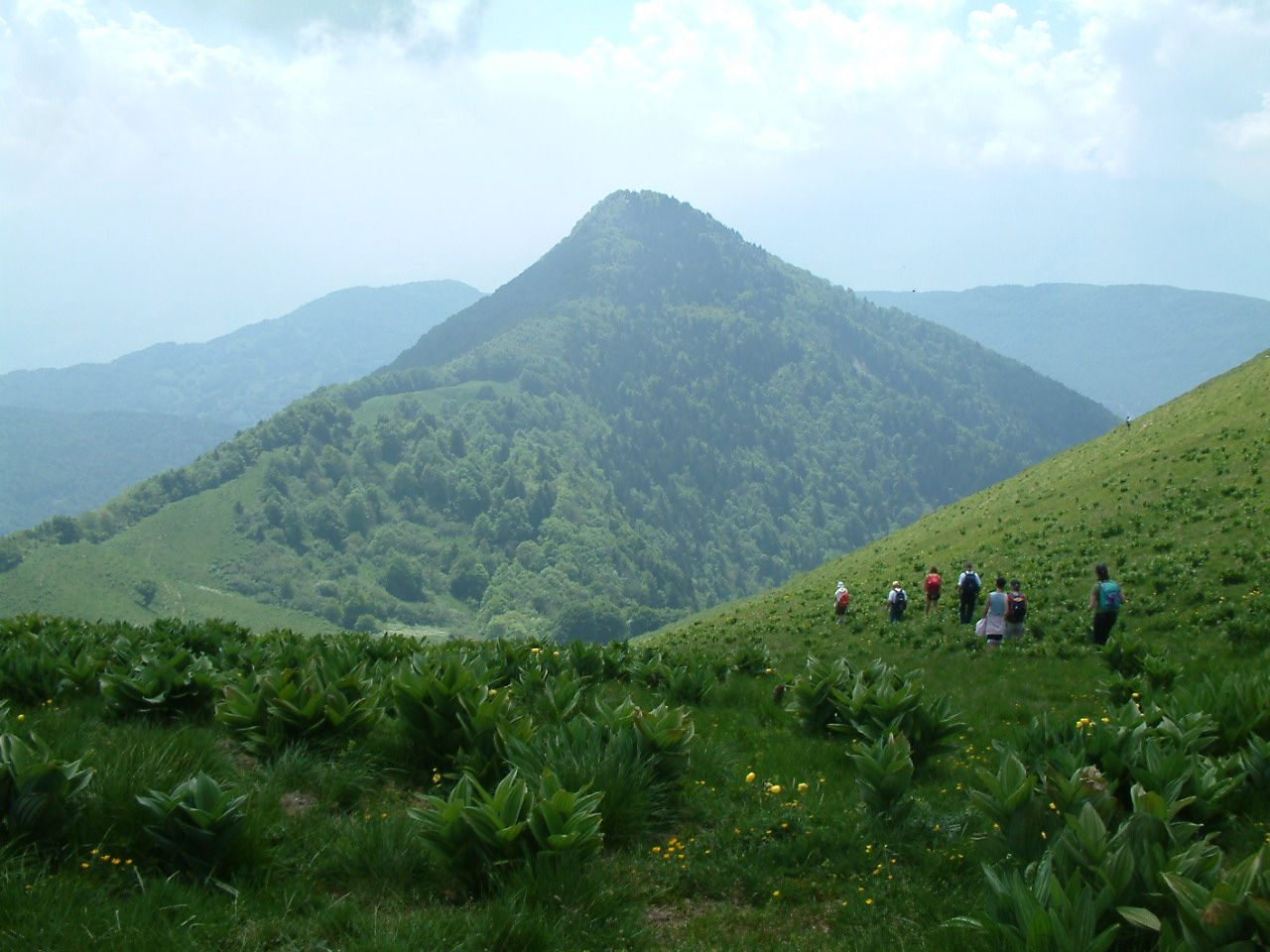
Flore et paysage remarquable de la pointe de la Galoppaz.

#### Randonnée
Le tourisme vert l’été et de neige l’hiver est devenu une activité très importante (300 km de sentiers balisés).
Le massif se prête à la randonnée, qu'elle soit pédestre, à cheval ou à VTT (préférer la région ouest, moins escarpée), plus particulièrement à Lescheraines, au cœur du massif.
La présence de quatorze sommets de plus de deux mille mètres dans le massif qui fait écho aux quatorze sommets de plus de 8 000 mètres d'altitude interpelle Fabien Maierhofer, amateur de sports extrêmes — notamment de ski extrême et de canoë — mais également cinéaste, photographe et youtubeur,. En 2019, il réalise un film en enchaînant l'ascension de ces sommets en ski de randonnée, suscitant l'engouement auprès de randonneurs,,.

#### Stations de sports d’hiver
Les Bauges procurent des impressions alpines à une altitude pourtant modeste.
- Savoie Grand Revard, domaines de ski alpin et nordique, constitué des stations-villages :
  - Le Revard, l'une des premières stations de ski de France, dès 1905 ;
  - La Féclaz ;
  - Saint-François-de-Sales.
- Les Aillons-Margériaz, station comprenant deux sites dont la gestion a été fusionnée, celui des Aillons près du village d'Aillon-le-Jeune (station créée dans les années 1960) et celui de Margériaz (ou du Margériaz) (station créée dans les années 1980).
- Stade de neige du Semnoz (1 350 m/1 704 m), domaines de ski alpin et nordique. Accès depuis le col de Leschaux, d'Annecy ou encore Quintal.
- La Sambuy-Seythenex (stade de neige), près du village de Seythenex (Haute-Savoie).

Un projet de station de ski avait également été initié sur la montagne de l’Arclusaz près du village d'École. Face aux oppositions et aux problèmes d'accès (la création de la route a provoqué un éboulement massif), ce projet a été abandonné.

#### Parapente
Décollages au Revard et au Sire, à Montlambert au-dessus de Saint-Jean-de-la-Porte, au Morbié aux Aillons, au Semnoz, etc.

#### Canyoning

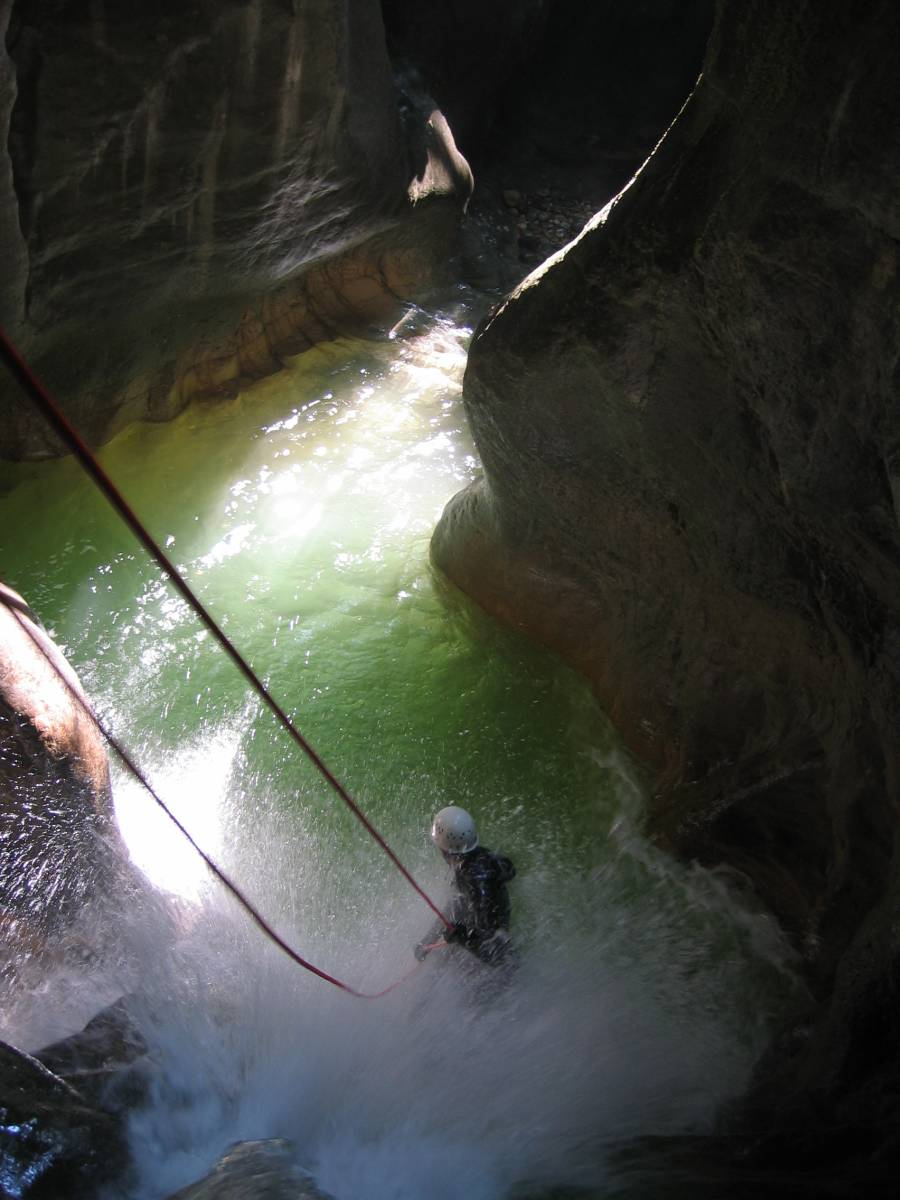
Canyoning dans les gorges du Pont du Diable.

Il existe quelques canyons de taille modeste. Le plus célèbre et le plus intéressant est le pont du Diable, gorge très étroite et très encaissée mais également très courte. Sa visite nécessite cependant un équipement spécifique et une bonne connaissance de l'activité.

#### Spéléologie
Le massif des Bauges recèle de nombreuses cavités souterraines. On distingue trois grands secteurs : le Margériaz, le secteur du Revard et le bois de Pré Poulain. Le secteur du Margériaz est réputé pour la longueur et la difficulté de ses méandres, particulièrement difficiles à explorer.

#### Festivités
Après avoir participé à la Transpiano Bauges en 2001 aux côtés de François-René Duchâble, le pianiste Pascal Gallet a créé en 2019 le festival annuel gratuit Musics Transbauges pour diffuser la musique auprès des habitants des campagnes et valoriser les richesses du massif. Concept unique en France, la scène itinérante est tirée par un tracteur de village en village.
En 2022, le parc naturel régional lance le programme d'animations « les Renc'Arts du GéoParc », qui a pour objectif de faire découvrir les patrimoines du territoire aux habitants, avec une double approche artistique et scientifique. En 2025, à l'occasion du 30e anniversaire de la création du parc, 30 rendez-vous sont programmés.